# Kramlica

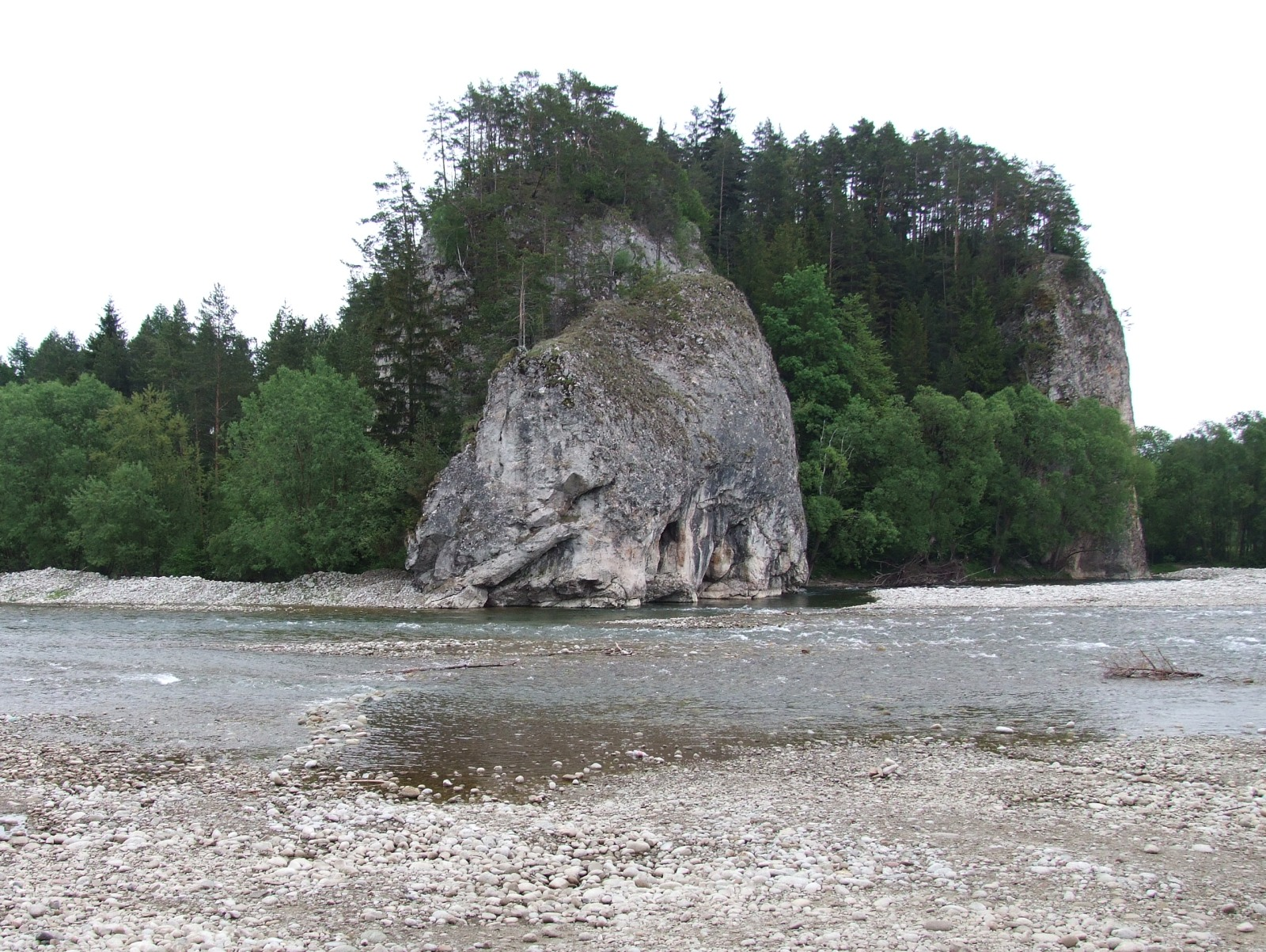
Kramnica, widok od pn.-zach. strony

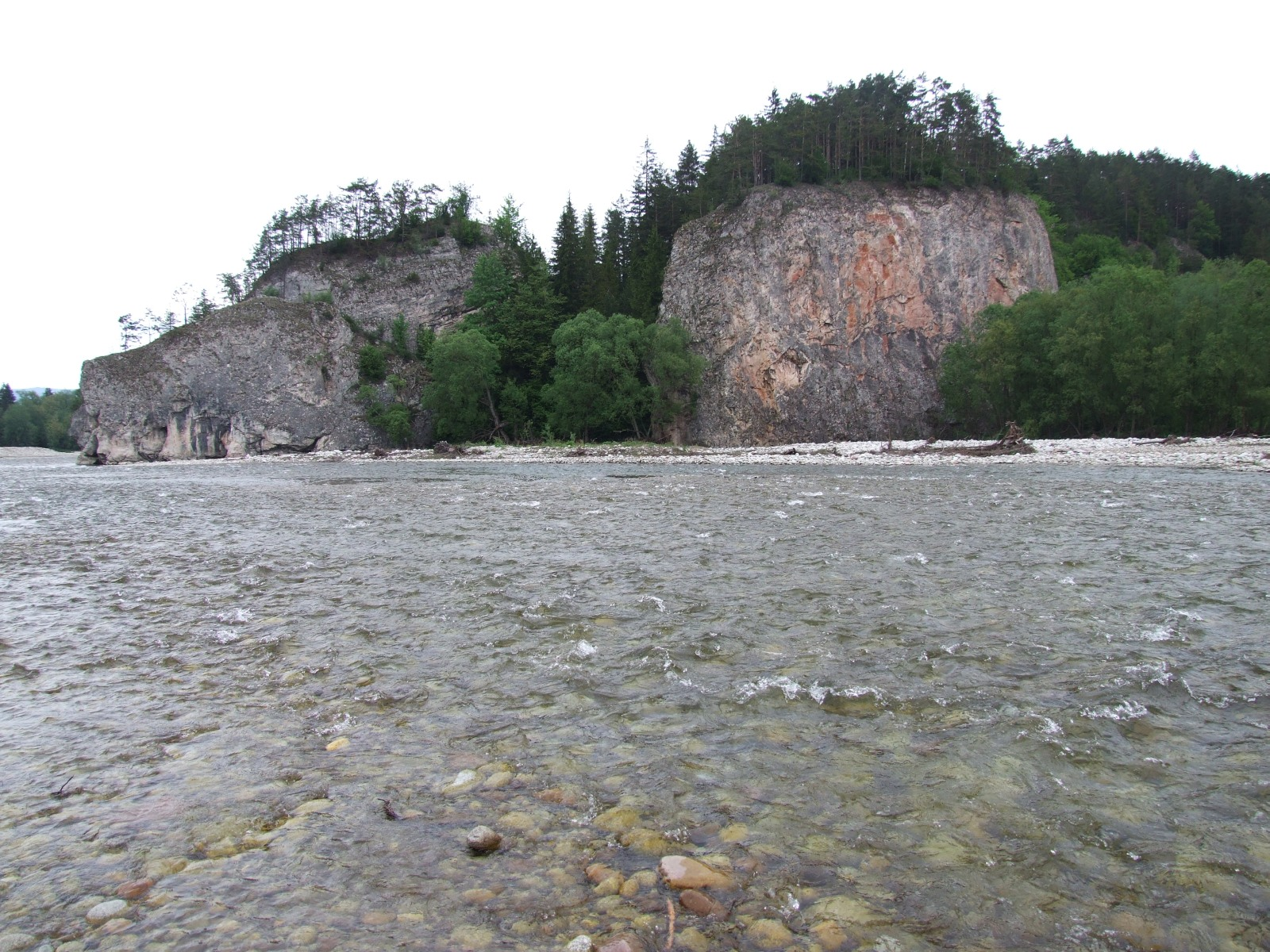
Kramnica, widok z pd.-zach. strony

Kramlica lub Kramnica (688 m n.p.m.) – skała znajdująca się w zachodniej części Pienin Spiskich, po prawej stronie Białki. Naprzeciwko, po drugiej stronie Białki znajduje się mniejsza Obłazowa. Od 1931 roku obydwie skały są chronione prawnie. Jest to rezerwat przyrody Przełom Białki pod Krempachami (powtórnie potwierdzono jego status prawny w 1959 roku).

## Nazwa
Nazwa jest bardzo stara; występuje już na mapie z 1771 r. jako „młyn Kremnitza” i „skała Kremnitza”. Takąż nazwę (Kremnica) podaje też Bogusz Stęczyński, miejscowi górale wymawiali Kramlica. Stanisław Staszic w swym dziele „O ziemiorództwie Karpatów i innych gór i równin Polski” (1815) używał nazwy Kramnica. Za nim formę Kramnica nad Białką zastosował Seweryn Goszczyński w swoim „Dzienniku podróży do Tatrów”, który oglądał skałę w 1832 r. W nazewnictwie austriackim występowała jako Krempacher Felsen, co potem przetłumaczono na Kremska Skała.

## Opis skały
Jest to podłużna skała zbudowana z wapieni krynoidowych i bulastych przetykanych marglami. Wznosi się na wysokość 65 m powyżej poziomu wody Białki, od strony południowej obrywa się stromą, opadającą ku Trybskiemu Ogrodowi ścianą o wysokości około 45 m. Dawniej na tym terenie znajdowało się morze. Liczne skały wapienne są wynikiem osadzania się na jego dnie szczątków organicznych. Występujący kolor czerwony wskazuje na niewielką zawartość rud żelaza. Pod Kramnicą znajduje się wypływ wody z odnogi Białki. Potwierdził to eksperyment przeprowadzony 1 sierpnia 2000: wodę wpływającą do ponoru w tej odnodze zabarwiono fluoresceiną. Barwnik wypłynął pod Kramnicą po 55 minutach.
Strome zbocza porasta las świerkowy z domieszką buka i jodły, od północy zaś reliktowe sosny. Skała ma bardzo bogatą florę. Stwierdzono tutaj występowanie 105 gatunków roślin wapieniolubnych i wiele gatunków roślin górskich, w tym 10 gatunków roślin alpejskich, które przybyły tutaj z nurtem Białki z Tatr. Z rzadkich roślin m.in. występuje dwulistnik muszy.
W Kramnicy znajdują się 3 jaskinie: Przepływy w Kramnicy, Schronisko Wodne pod Kramnicą i Schronisko w Kramnicy, a po południowo-wschodniej stronie Kramlicy Długa Skała.
Grzbietem Kremlicy biegnie granica między miejscowościami Nowa Biała i Krempachy w województwie małopolskim, w powiecie nowotarskim, w gminie Nowy Targ.